# 平井英子
平井 英子（ひらい ひでこ、1918年1月13日 - 2021年2月21日）は、大正末期から昭和初期にかけて童謡のジャンルで活躍した日本の歌手である。出生名は林 秀（はやし ひで）、結婚後の姓名は鈴木 英子（すずき ひでこ）あるいは鈴木 英（すずき ひで）、旧姓は平井。

## 人物
東京府東京市四谷区（現：東京都新宿区）塩町出身。7歳で幸田露伴の妹幸田延子に師事しピアノを学ぶ。その頃、作曲家の中山晋平の門下生となり、1928年（昭和3年）、ニッポノホン（日本コロムビアの前身）から童謡歌手としてデビューする。日本ビクター（現在のJVCケンウッド）の創立と同時に専属の童謡歌手となる。
野口雨情・中山晋平のコンビによって作曲・作詞された童謡を主に歌っていたが、佐々紅華が作詞・作曲した楽曲も歌い、本人談によると、一番「かわいがって頂いた」のは紅華だという。紅華の曲は全部好きだが、中でも1929年（昭和4年）に発表され、大ヒットしたお伽歌劇「茶目子の一日」が特にお気に入りだという。
1934年（昭和9年）に変声期のため童謡歌手としての活動を終え、武蔵野音楽学校声楽科に入学する。卒業後の1936年（昭和11年）に流行歌手として再デビューし、喜劇俳優の岸井明とのデュエットによる「煙草屋の娘」が大ヒット。
20代半ばの頃、ビクターに所属していた専属の作曲家・鈴木静一と結婚し、歌手活動を引退した。
音楽界を引退した後は市井の人として暮らし、表舞台に出ることも全くなくなったため、長らく消息不明の状況が続いたが、2014年にビクターエンタテインメントが平井のベストアルバム『スター☆デラックス 平井英子』を制作・発売するにあたって所在確認を行ったところ、2014年10月時点で健在であることが明らかとなった。
東京都内の老人ホームに入居していたが、2021年2月21日17時30分、老衰のため103歳で死去したことが2021年5月13日に報じられた。

## 代表曲

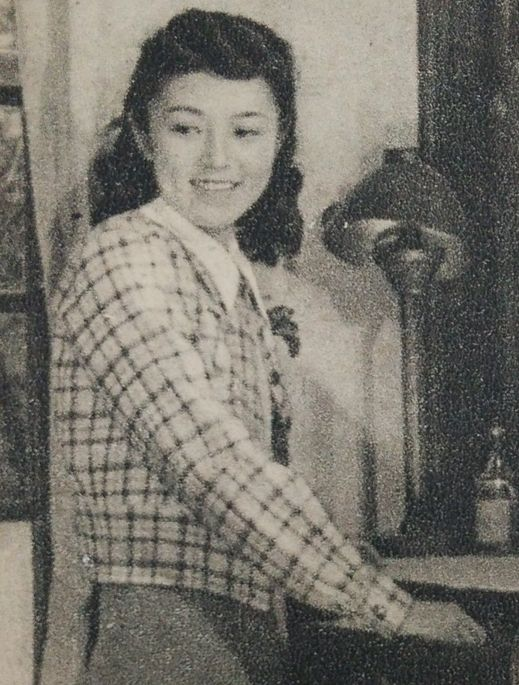
1948年

- てるてる坊主（1928年/ビクター レコード番号：50503）
- あの町この町（1928年/ビクター 50503）
- 証城寺の狸囃子（1929年/ビクター 50669）
- 茶目子の一日（1929年/ビクター 50681）
- 黒ニャゴ（1929年/ビクター 50821。「おいちにの兵隊さん」B面）
- 鼠の留守番（1929年/ビクター 50855。「ホイ坂エン坂」B面）
- 毬ちゃんの絵本（1929年/ビクター 50871）
- 兎のダンス（1929年/ビクター 50899）
- 村祭（1930年/ビクター 51120。文部省唱歌）
- キューピーピーちゃん（1930年/ビクター 51438）
- 砂山（中山晋平作曲版）（1931年/ビクター 51821）
- あめふり（1931年/ビクター 51821）
- 守れよ満州（1931年/ビクター 52010）
- 十五夜お月さん（1932年/ビクター 52370）
- 乙女のふるさと（1933年/ビクター 52539）
- シャボン玉（1934年/ビクター 53082）
- ミッキイ・マウスの結婚（1934年/ビクター 53260。藤山一郎とのデュエット）
- あたし大人（1937年/ビクター 53999）
- タバコやの娘（1937年/ビクター V-40518。岸井明とのデュエット）
- 黒髪そえて（1937年/ビクター J-54199）
- お嬢さんの犬（1938年/ビクター J-54380。岸井明とのデュエット）
- 姑娘可愛いや（1939年/ビクター J-54486。ザビア・クガートの「Chino Soy」のカバー。岸井明とのデュエット）
- 月の浜辺で（1939年/ビクター J-54583）
- 台湾娘（1939年/ビクター J-54638）
- 森の音楽（1941年/ビクター A-4248）

ほか

## アルバム
- SP原盤による 平井英子のどうよう（1987年）
- スター☆デラックス 平井英子（2014年）[8]